# بهترین دوست (ترانه سوئیتی)
«بهترین دوست» (به انگلیسی: Best Friend) ترانه‌ای از رپر آمریکایی سوئیتی با همکاری رپر و خوانندهٔ آمریکایی دیگر دوجا کت است که در ۷ ژانویهٔ ۲۰۲۱ به‌عنوان سومین تک‌آهنگ از اولین آلبوم استودیویی آیندهٔ سوئیتی با عنوان موسیقی هرزهٔ خوشگل منتشر شد. این ترانه توسط این دو اجراکننده به‌همراهٔ آسیا اسمیت، کین، ترون توماس و تهیه‌کنندگان دکتر لوک و روکو دید ایت اگین! نوشته شده‌است.
اولین ریمیکس رسمی این ترانه با همکاری رپر بریتانیایی استفلون دون منتشر شد، و دومین ریمیکس آن با حضور رپر چینی واوا عرضه گردید. ریمیکس سوم با حضور رپر نیوزیلندی جس‌بی و خوانندهٔ استرالیایی اوکنیو، ریمیکس چهارم با حضور خوانندهٔ کره‌ای جیمی و رپر کره‌ای/ژاپنی چانمینا، و ریمیکس پنجم با همکاری رپر آلمانی کاتجا کراساویس، نیز منتشر شده‌است. این نسخه در آلمان در جایگاهٔ نخست جدول قرار گرفت و بدین ترتیب اولین تک‌آهنگ شمارهٔ یک برای هر دو هنرمند، سوئیتی و دوجا کت، به‌شمار می‌آید. این تک‌آهنگ همچنین نخستین جایزهٔ موزیک ویدئو را برای سوئیتی در بخش بهترین کارگردانی هنری به‌همراه داشت. این ترانه همچنین در شصت و چهارمین دورهٔ جایزه گرمی نامزد دریافت جایزهٔ بهترین ترانهٔ رپ شد.